# 수락산터널
수락산터널(水落山터널)은 서울특별시 노원구 상계동과 경기도 의정부시 장암동을 잇는 수도권제1순환고속도로 상의 터널이다. 편도 4차로의 터널 한 쌍으로 구성되어 있으며, 길이는 양방향 모두 2,950m이다. 폭이나 높이 등은 동일 노선의 다른 광폭터널과 같다.
터널 북서쪽으로 의정부 나들목이 있고, 터널 남동쪽인 상계동 방면으로는 짧은 지상 구간 후 바로 불암산터널으로 이어진다.

## 정보
- 터널: 편도4차로, 쌍굴터널
- 제한속도: 100km/h
- 사패산통합방재센터에서 수락산터널을 포함한 5개터널을 통합운영관리중이다.(노고산1,2터널, 사패산터널, 수락산터널, 불암산터널)

## 같이 보기
- 불암산터널: 구리 방면, 다음 터널
- 사패산터널: 일산 방면, 다음 터널
- 노고산1터널: 일산 방면, 다음 터널
- 노고산2터널: 일산 방면, 다음 터널